# Complexul de clădiri și parcul Spitalului de psihiatrie (Codru)
Complexul de clădiri și parcul Spitalului de psihiatrie este un complex de clădiri amplasat în Codru, municipiul Chișinău, Republica Moldova. Este un monument arhitectural și istoric de importanță națională inclus în Registrul monumentelor Republicii Moldova ocrotite de stat cu nr. 388 (municipiul Chișinău), unde este despărțit în Complexul de clădiri și parcul Spitalului Clinic de Psihiatrie și Biserica „Sfinții Trei Ierarhi” (fosta biserică „Sfântul Alexandr Nevski”). Complexul datează de la sf. sec. al XIX-lea – înc. sec. al XX-lea, iar biserica din 1904-1907.
Acesta este sediul Spitalului Clinic de Psihiatrie.